# Вътрешно плато
Вътрешното плато (на английски: Interior Plateau) е равнина в източната част на Съединените американски щати, част от Югоизточноамериканските равнини.
С предимно равнинен релеф, тя е пресечена от възвишения, дълбоки долини по течението на големите реки и големи карстови области. Разположена е северозападно от южните части на Апалачите и изшочно от низините по средното течение на Мисисипи. Заемат голяма част на щата Кентъки, средната част на Тенеси и по-малки съседни части на Алабама, Индиана, Илинойс и Охайо. Климатът е влажен субтропичен, с ясно изразени сезони и равномерно годишно разпределение на валежите. Първичната растителност са гори от дъб и хикория, голяма част от които днес са изсечени за селскостопански и урбанистични цели.